# Gutschbachtal und Steinbachtal südwestlich Bad Bibra
Das Gutschbachtal und Steinbachtal südwestlich Bad Bibra ist ein FFH-Gebiet in der Kleinstadt Bad Bibra und den Gemeinden Finneland und An der Poststraße im Burgenlandkreis in Sachsen-Anhalt.

## Allgemeines
Das FFH-Gebiet ist rund 85 Hektar groß (beim Bundesamt für Naturschutz sind 82 Hektar angegeben). Es überlagert sich mit dem Landschaftsschutzgebiet „Unstrut-Triasland“ und kleinflächig mit dem Landschaftsschutzgebiet „Finne-Triasland“ sowie bei der Zechmühle mit dem Naturdenkmal „Steinbach“. Das FFH-Gebiet ist durch die Landesverordnung zur Unterschutzstellung der Natura 2000-Gebiete im Land Sachsen-Anhalt (N2000-LVO LSA) seit dem 21. Dezember 2018 rechtlich gesichert. Zuständige untere Naturschutzbehörde ist der Burgenlandkreis.

## Beschreibung
Das aus zwei Teilflächen bestehende FFH-Gebiet liegt nordwestlich von Naumburg (Saale) im Naturpark Saale-Unstrut-Triasland. Es umfasst die beiden Täler Gutschbachtal und Steinbachtal, die von den namensgebenden Bächen durchflossen werden. Im Steinbachtal sind großflächig Hangbereiche in das FFH-Gebiet einbezogen, während dies im Gutschbachtal nur kleinflächig der Fall ist. Beide Täler sind bewaldet.
In den Tälern herrschen Erlen-Eschenwälder mit Schwarzerle, Gemeiner Esche, Stieleiche und Bergahorn vor. Dazu gesellen sich Gewöhnliche Traubenkirsche, Hainbuche, Hänge- und Moorbirke. In der Strauchschicht stocken Hasel, Eingriffeliger Weißdorn, Gewöhnlicher Spindelstrauch und Seidelbast. Die Krautschicht ist artenreich ausgebildet. So siedeln hier unter anderem Giersch, Winkelsegge, Rasenschmiele, Waldschachtelhalm, Echtes Mädesüß, Wolliger Hahnenfuß und Wechselblättriges Milzkraut.
Die Hangbereiche werden überwiegend von Eichen-Hainbuchenwald mit Trauben- und Stieleiche, Rotbuche, Winterlinde und Hainbuche eingenommen. Dazu gesellt sich stellenweise die Elsbeere. In der Strauchschicht stocken Hasel, Eingriffeliger Weißdorn und Liguster. Die Krautschicht wird von Waldknäuelgras, Riesenschwingel, Waldflattergras, Hainrispengras, Waldlabkraut, Maiglöckchen, Echter Nelkenwurz, Goldnessel, Geflecktem Lungenkraut, Großer Sternmiere, Waldziest und Hainveilchen gebildet. Stellenweise ist Rotbuchenwald mit Rotbuche und Traubeneiche ausgebildet. Die Krautschicht ist vielfach nur schwach entwickelt, ähnelt aber der des Eichen-Hainbuchenwaldes.
In einem tiefer eingeschnittenen Talabschnitt ist Schlucht- und Hangmischwald ausgebildet. Hier stocken Gemeine Esche, Bergahorn, Rotbuche, Stieleiche, Hainbuche und Winterlinde. Dazu gesellt sich in der Strauchschicht die Hasel. In der Krautschicht siedeln Knoblauchsrauke, Taumelkälberkropf, Waldknaulgras, Goldnessel, Vielblütige Weißwurz, Echtes Lungenkraut, Waldziest und Echte Sternmiere.
In den Bächen siedelt stellenweise Wasservegetation. Die Bäche werden teilweise von Hochstaudenfluren begleitet.
Die Bäche beherbergen unter anderem Vorkommen der Groppe. Das Gebiet ist Lebensraum und Nahrungshabitat verschiedener Fledermausarten, darunter Mopsfledermaus, Großes Mausohr, Bechsteinfledermaus, Kleine Hufeisennase, Großer und Kleiner Abendsegler, Große und Kleine Bartfledermaus, Fransenfledermaus, Nymphenfledermaus, Rauhautfledermaus, Wasserfledermaus und Zwergfledermaus. Das Gebiet ist (Teil-)Lebensraum der Wildkatze.
Das FFH-Gebiet ist vielfach von Waldgesellschaften umgeben. An die im FFH-Gebiet liegenden Hänge des Steinbachtals schließen sich überwiegend landwirtschaftliche Nutzflächen an.